# Monika Becker

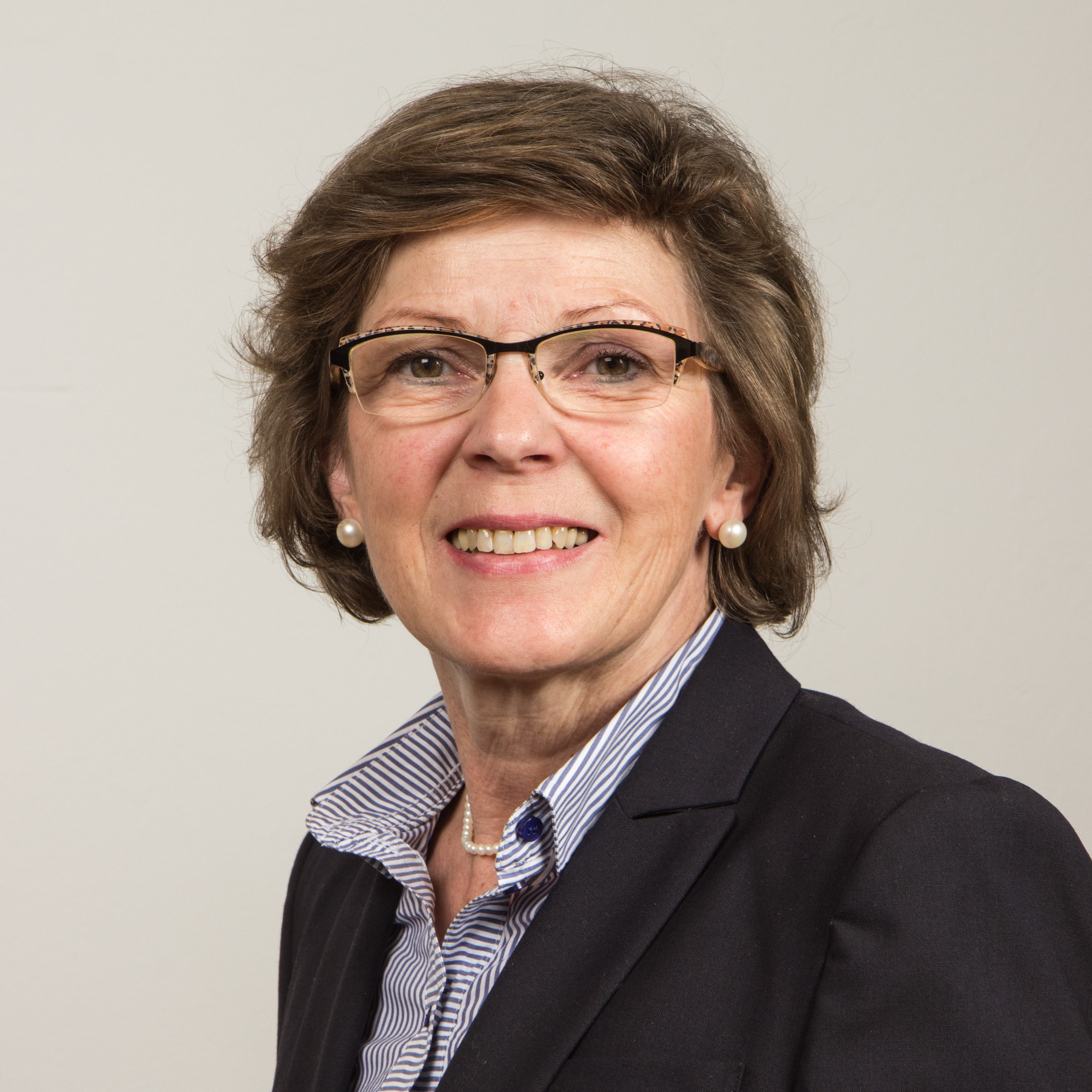
Monika Becker, 2016

Monika Becker (* 17. Mai 1955 in Fulda) ist eine deutsche Politikerin (FDP).

## Leben und Ausbildung
Monika Becker wurde 1955 in Fulda geboren. Sie ist Verwaltungswirtin und Betriebswirtin (VWA). Nachdem Becker verschiedene Positionen in der Stadtverwaltung Mainz und im rheinland-pfälzischen Wirtschaftsministerium bekleidete, war sie von 2006 bis 2011 Vizepräsidentin der Struktur- und Genehmigungsdirektion Nord. 

## Politik
Becker trat 1977 in die FDP ein. Sie ist kommunalpolitisch aktiv und war von 1994 bis 1999 2. Beigeordnete der Verbandsgemeinde Nassau. Becker ist seit 2001 Mitglied des Kreistags im Rhein-Lahn-Kreis und fungiert als Sprecherin der FDP. 
Als die Liberalen 2011 aus dem rheinland-pfälzischen Landtag ausschieden, installierte die Partei eine Parlamentarische Arbeitsgruppe. Monika Becker arbeitete in diesem Gremium als stellvertretende Vorsitzende.
Bei der Landtagswahl 2016 wurde sie in den rheinland-pfälzischen Landtag gewählt. Sie ist stellvertretende Vorsitzende der FDP-Landtagsfraktion und ist Mitglied im Ausschuss für Inneres, Sport und Landesplanung, dem Petitionsausschuss und der Strafvollzugskommission. Dem 2021 gewählten Landtag gehört sie nicht mehr an.

## Privates
Monika Becker ist verheiratet und Mutter von zwei Söhnen.